# Dunama jessiebancroftae
Dunama jessiebancroftae (лат.) — вид бабочек-хохлаток (Nystaleinae) из семейства Notodontidae. Эндемик Центральной Америки: Коста-Рика, Peninsula de Nicoya и низины в центральной тихоокеанской части Коста-Рики, на высотах от 50 до 1,286 м. Длина передних крыльев самцов 16,4—17 мм. Цвет серо-коричневый. Гусеницы питаются растениями рода Bactris major, Chamaedorea costaricana, Geonoma cuneata. Вид D. jessiebancroftae был назван в честь Ms. Jessie Bancroft, бабушки Джесси Хилл (Jessie Hill, Филадельфия и Гавайи) в признании вклада Jessie Hill в охрану лесов, где обитает данный вид.

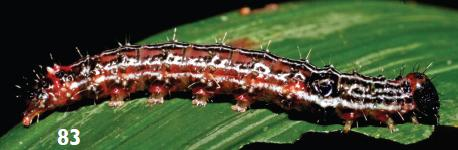
Гусеница последнего возраста
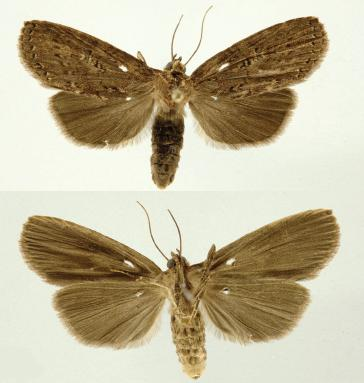
Самка Dunama jessiebancroftae